# Sylvicola fuscatoides
Sylvicola fuscatoides är en tvåvingeart som beskrevs av Verner Michelsen 1999. Sylvicola fuscatoides ingår i släktet Sylvicola och familjen fönstermyggor.
Artens utbredningsområde är Sverige. Inga underarter finns listade i Catalogue of Life.